# かつてのウクライナの国家の一覧
現代のウクライナ領土にかつて存在した国家。また、ウクライナ人による国家。但し、ロシア帝国やポーランド王国のような宗主国家、ロシア・ソビエト連邦社会主義共和国やソビエト連邦まで網羅するとかえって利便性が低下するため、便宜上省略。

## 近代まで
- キエフ大公国
- ハールィチ・ヴォルィーニ大公国
- ヘーチマン国家

## 近現代
中央ラーダ・ディレクトーリヤ派
- ウクライナ人民共和国（国民共和国、民族共和国とも翻訳）

ヘーチマン政府派
- ウクライナ国

人民ラーダ派
- 西ウクライナ人民共和国（国民共和国、民族共和国とも翻訳）

ボリシェヴィキ派
- ウクライナ人民共和国（ボリシェヴィキ派）
- ドネツク＝クリヴォーイ・ローク・ソビエト共和国
- オデッサ・ソビエト共和国
- タヴリダ・ソビエト社会主義共和国
- クリミア・ソビエト社会主義共和国
- ベッサラビア・ソビエト社会主義共和国
- ガリツィヤ・ソビエト社会主義共和国
- クリミア自治ソビエト社会主義共和国
- ウクライナ・ソビエト社会主義共和国

その他
- フツル共和国
- カルパート・ウクライナ
- ウクライナ独立国（ウクライナ語版）

など。